# 2024年歐爾班·維克托的和平任務
2024年7月，匈牙利總理歐爾班·維克托宣佈進行多次未經協調的「和平任務」，他先在基輔訪問烏克蘭總統弗拉基米爾·澤連斯基，隨後前往莫斯科會見俄羅斯總統弗拉基米爾·普京，並在之後訪問北京會見中華人民共和國領導人習近平。這些會議發生在俄羅斯入侵烏克蘭而持續緊張和衝突的背景下，中華人民共和國在歐盟和美國的經濟制裁中加強與俄羅斯的外交關係。歐爾班此次訪俄沒有得到歐盟政府的「正式授權」，導致其被多個歐盟國家領導人和烏克蘭政府的譴責。

## 背景
這一系列訪問發生在匈牙利於2024年7月1日接任歐盟為期六個月的輪值主席國之際，歐爾班表示他打算利用這一職位進行「和平任務」，以推動結束烏克蘭的衝突。上一次歐盟領導人的訪問是在2022年4月，當時奧地利總理卡爾·內哈默訪問烏克蘭。歐爾班和普京先前曾於2023年10月在北京會面，當時他們討論可能的能源合作。歐爾班政府以經常阻撓和拖延歐盟向烏克蘭提供財政和軍事援助以及對俄羅斯實施制裁的傾向而著稱。歐爾班經常批評北約和歐盟對烏克蘭的支持，之前曾推遲一項歐盟旨在為烏克蘭提供軍事援助的援助計劃。他認為俄羅斯的資源和人力優勢使其在戰場上無法被擊敗，這一立場使其在烏克蘭人和歐盟政府中印象不佳，因為他們擔心停火只會鞏固俄羅斯對其佔領領土的控制。匈牙利政府反對烏克蘭加入北約和歐盟，這使得歐盟難以取得對俄羅斯入侵烏克蘭的統一口徑。

## 訪問

### 烏克蘭
7月2日，歐爾班前往烏克蘭基輔會見烏克蘭總統澤連斯基。在聯合新聞發佈會上，歐爾班提議在下一次基輔和平峰會之前設置停火期限，以加速和平談判。澤連斯基的外交政策顧問伊霍爾·佐夫克瓦表示，澤連斯基重申他對和平的公開立場，強調烏克蘭和平峰會倡議建立一個推動和平的全球聯盟，同時維護烏克蘭的主權。歐爾班對澤連斯基的誠實而直接回應表示感謝。澤連斯基討論烏克蘭和匈牙利之間詳細雙邊合作協議的可能性，歐爾班表示歡迎。歐爾班表示，儘管外交關係緊張，匈牙利願意幫助烏克蘭實現經濟現代化。澤連斯基表示感謝歐爾班的訪問，但強調在任何停火提議之前需要「公正的和平」。澤連斯基呼籲歐爾班與其盟友合作，推動基輔的和平要求。

### 俄羅斯
7月5日，歐爾班與俄羅斯總統普京於俄羅斯莫斯科會面，會議持續數小時。此次會議直到開始前才通知所有歐盟成員。歐爾班就是否可以在和談之前先停火徵求普京的意見。普京回應稱，停火將使烏克蘭「恢復損失、重整隊伍並重新武裝」，因此他否決這一想法。普京堅持認為烏克蘭應該從俄羅斯在2022年聲稱吞併的四州（包括俄羅斯未佔領的領土）撤軍，但這一要求被烏克蘭拒絕。普京表示，他們討論俄羅斯與歐盟的關係，並指出這些關係「現在處於最低點」。歐爾班表示，他向普京提出三個問題：他對當前和平計劃的看法、他對潛在和平談判和停火提議的看法，以及他對「戰後歐洲安全架構」的看法。歐爾班沒有透露普京對這些問題的具體回應。
在會後的新聞發佈會上，普京稱歐爾班為「歐洲理事會代表」，而不僅僅是匈牙利的代表，並形容會談「坦誠且有益」。他重申莫斯科的立場，即其自身的和平方案應該是任何與俄烏戰爭相關談判的核心。普京還對歐爾班試圖恢復俄羅斯與歐洲之間的外交表示感謝，並聲稱基輔仍然不願停止敵對行動。
歐爾班承認，結束俄烏戰爭需要「許多步驟」，並強調雖然這次會議是邁向對話的第一步，但基輔和莫斯科之間的立場仍存在重大分歧。他進一步承認，衝突對歐洲的安全和經濟造成負擔，並主張對話和外交是唯一的解決方案。克里姆林宮發言人德米特里·佩斯科夫對匈牙利為解決衝突所做的一貫努力和歐爾班的倡議表示感謝。

### 中華人民共和國
7月8日，歐爾班突然訪問中國北京，會見中華人民共和國領導人習近平，他在公開聲明中稱這次訪問為「和平任務3.0」。抵達後，他受到中華人民共和國外交部副部長華春瑩和多名中國官員的歡迎。歐爾班發佈一張他與習近平握手的照片，並附上聲明稱中國、美國和歐盟對於停止俄烏戰爭至關重要。
歐爾班讚揚中國為穩定日益加劇的全球衝突而發起的和平倡議。習近平敦促世界大國幫助重新啟動烏克蘭和俄羅斯之間的直接談判和外交。

## 反應
歐爾班訪問莫斯科引發許多歐盟和北約成員的譴責，他們對普京將歐爾班稱為「歐洲理事會代表」感到非常不滿。

### 烏克蘭
7月5日，烏克蘭外交部強烈譴責歐爾班訪問莫斯科，因為他在訪問前沒有與烏克蘭協調，並重申任何涉及烏克蘭事務的協議方必須包括烏克蘭在內。7月8日，烏克蘭總統澤連斯基表示，匈牙利不能單獨作為俄羅斯和烏克蘭之間的調解人，因為他認為匈牙利既沒有足以「影響俄羅斯經濟」的實力，也沒有「一支令普京畏懼，實力遠超俄軍的軍隊」。

### 歐盟
歐盟外交與安全政策高級代表何塞普·博雷利澄清，歐爾班沒有得到歐盟的授權，並向國際社會強調，此次訪問僅涉及匈牙利與俄羅斯的關係，歐爾班「並不代表歐盟」。博雷利還提到普京因強制將烏克蘭兒童綁架至俄羅斯的政策而被國際刑事法院起訴並發出逮捕令。歐洲聯盟委員會代表埃里克·馬默批評此次訪問是綏靖政策，而非真正追求和平。歐盟委員會主席烏爾蘇拉·馮德萊恩重申歐盟反對綏靖政策的立場，強調歐盟國家內部的團結和決心是實現烏克蘭持久公正和平的主要途徑。北約秘書長延斯·斯托爾滕貝格確認，雖然歐爾班已經通知他此次行程，但斯托爾滕貝格強調，歐爾班並不代表北約的信念或意見。歐洲理事會主席夏爾·米歇爾重申，即使匈牙利擔任歐盟輪值主席國，匈牙利並未獲得歐盟的批准代表其與俄羅斯會面。他強調，任何關於烏克蘭的討論必須包括烏克蘭本身的參與，並強調歐盟的明確立場，即俄羅斯是侵略者，烏克蘭是戰爭中的受害者。
愛沙尼亞總理卡婭·卡拉斯指責歐爾班利用匈牙利擔任歐盟輪值主席國的機會「製造混亂」，同時重申歐盟團結一致支持烏克蘭對抗俄羅斯。瑞典首相烏爾夫·克里斯特松痛斥這次訪問「是對爭取自由鬥爭中的烏克蘭人民之侮辱」。
美國白宮發言人卡琳·珍-皮埃爾表示，這次會議無助於和平，反而會損害烏克蘭的主權、領土完整和獨立。
德國外交部部長安娜萊娜·貝爾伯克宣佈，她希望在布達佩斯與匈牙利外交部部長西雅爾多·彼得進行一次「嚴肅而誠實的個人討論」，討論莫斯科會議的相關事宜。

### 匈牙利
歐爾班回應批評時表示，匈牙利「正在慢慢成為歐洲唯一能與所有人對話的國家」，也是唯一能夠直接與兩個衝突國家對話的國家。他在其Twitter帳戶上進一步表示，博雷利對會議的回應是「布魯塞爾官僚的胡言亂語」。歐爾班在接受瑞士新聞媒體《世界週刊》採訪時表示，他正在考慮未來舉行更多事先未協調的會議，以推進不一定符合歐盟策略的外交方式。7月8日，歐爾班在接受德國報紙《圖片報》採訪時重申他對停火的呼籲，並警告未來幾個月戰爭進一步升級，聲稱「相信我：接下來的兩三個月將比我們想像的更加殘酷。涉及的武器更多，俄羅斯人更加堅定。對抗中的力量、死亡人數、受害者人數將比過去七個月更加殘酷。」歐爾班表示，他「並不是在爭論誰對誰錯」，並聲稱他的「目標是和平和停火」。
匈牙利外交部部長西雅爾多在歐爾班7月5日訪問莫斯科後發表影片聲明，表示「和平任務仍在繼續，甚至會加強力度」，同時告訴「歐洲親戰政治家」要「繫好安全帶」。
匈牙利在距會議僅兩天前，突然取消德國外交部部長貝爾伯克與西雅爾多於7月6日的會晤。貝爾伯克表示取消會議令她感到驚訝和遺憾，並稱德國將重新安排行程。

## 另見
- 2024年匈牙利擔任歐盟理事會主席國
- 2022年至今的俄烏和平談判
- 烏克蘭—匈牙利關係
- 匈牙利—俄羅斯關係
- 中國—匈牙利關係